# Taenaris phrixus
Taenaris phrixus är en fjärilsart som beskrevs av Brooks 1950. Taenaris phrixus ingår i släktet Taenaris och familjen praktfjärilar. Inga underarter finns listade i Catalogue of Life.